# Levi van der Heijden
Levi van der Heijden (Dommelen, 20 juni 1986) is een Nederlandse voetballer die als middenvelder speelt. 

## Loopbaan
Hij begon bij RKVV Dommelen en speelde vanaf het seizoen 2006/07 bij de eerste selectie van FC Eindhoven. Begin 2009 tekende hij een contract bij de Belgische derdeklasser KFC Racing Mol-Wezel, maar dat avontuur duurde slechts een half jaar. Van der Heijden kan op verschillende posities in de aanval uit de voeten. In de zomer van 2009 sloot hij zich aan bij Team VVCS.
Hierna speelde hij voor JVC Cuijk, Brønshøj BK, KVV Overpelt Fabriek en VV Gemert. In 2013 verkast hij van Gemert naar KFC Zwarte Leeuw in Rijkevorsel. Vervolgens kwam hij uit voor VV De Valk, VV Gestel, SC Oranje Zwart Helmond en tot medio 2019 voor Vlimmeren Sport. Begin 2020 sloot hij andermaal aan bij VV De Valk.

## Carrière
| 2006/07 | FC Eindhoven         | 30 | 4  | Eerste divisie         |   |   |   |   |   |
| 2007/08 | FC Eindhoven         | 3  | 0  | Eerste divisie         |   |   |   |   |   |
| 2008/09 | FC Eindhoven         | 5  | 0  | Eerste divisie         |   |   |   |   |   |
|         | KFC Racing Mol-Wezel | ?? | ?? | Belgische Derde Klasse |   |   |   |   |   |
| Totaal  | Totaal               | 38 | 4  | 4                      | 4 | 4 | 4 | 4 | 4 |